# Bysarna Speedway
Bysarna Visby () właśc. Bysarna Speedway - żużlowy klub z Visby, Gotlandia. Bysarna czterokrotnie zdobyła drużynowego mistrza Szwecji w latach 1971, 1972, 1975, 1988. Obecnie zuzlowcy z Gotlandii startują w szwedzkiej Division 1 (odpowiednik III ligi). 

## Osiągnięcia
- Drużynowe Mistrzostwa Szwecji:
  - złoto: 4 1971, 1972, 1975, 1988
  - srebro: 1 1973
  - brąz: 1 1992

## Dawni znani żużlowcy
- Peter Juul Larsen
- Harald Andersson
- Christer Löfqvist
- Sören Sjösten
- Torbjörn Harrysson
- Per Jonsson
- Brian Karger
- Ronnie Correy
- Mark Loram
- Tony Olsson
- Dennis Löfqvist
- Chris Louis
- Tomas Topinka